# Праслов, Николай Дмитриевич
 Никола́й Дми́триевич Пра́слов (15 октября 1937, Костёнки, Воронежская область — 2 июня 2009, Санкт-Петербург) — советский и российский археолог-палеолитовед, доктор исторических наук (2001).

## Биография
Родился 15 октября 1937 года в селе Костёнки в Воронежской области в крестьянской семье.
В 1959 окончил историко-филологический факультет Воронежского государственного университета.
С 1959 по 1962 год работал в Таганрогском музее.
С 1962 по 1965 год находился в аспирантуре Ленинградского отделения Института археологии АН СССР, совмещая аспирантуру с полевыми работами в Приазовье.
В 1965 году Н. Д. Праслов был принят младшим научным сотрудником в этом же институте.
Состоял в редакционно коллегии журнала «Природа».
Являлся членом Комиссии по ориньяку и перигордьену Международного Союза доисторических и протоисторических наук (UISPP), секретарем Восточно-Европейской рабочей группы Комиссии по палеоэкологии древнего человека КИЧП, членом бюро Комиссии по изучению мамонтов и мамонтовой фауны при АН СССР, членом Межведомственного стратиграфического комитета, был членом Комиссии по изучению четвертичного период а АН СССР.
Умер 2 июня 2009 года в Санкт-Петербурге.

## Научная деятельность
В 1955 году участвовал в раскопках Костенок 17, а в 1956 в раскопках Костенок 19.
В 1956 году Николай Дмитриевич открыл стоянку Костенки 21 (Гмелинская), где он самостоятельно проводил раскопки с 1957 по 1958 год.
С 1961 по 1962 году исследовалась многослойная мустьерская стоянка Рожок на берегу Азовского моря.
В 1963 году им была открыта стоянка среднего палеолита у с. Носово в Приазовье, раскопки которой были в 1964 и 1967 году Прасловым Н. Д.
Так же его достижением стало открытие раннего палеолита (Хрящи, Михайловское, Герасимовка) и верхнепалеолитических (Мураловка, Золотовка) стоянок в Приазовье и на Нижнем Дону, разведки в Ергенях и на берегу Цимлянского водохранилища, работы в Ильской и Сухой Мечетке.
В 1965 году защитил кандидатскую диссертацию под руководством П. И. Борисковского.
С 1985 по 1994 год Николай Дмитриевич является руководителем Костенковской экспедицией.
С 1988 по 1997 год заведующий отделом палеолита ИИМК РАНа, а после становится ведущим научным сотрудником этого Института.
В 2001 году защитил докторскую диссертацию по палеолиту бассейна Дона.
Праслов Н.Д является одним из основателей концепции археологических культур мустьерской эпохи на территории Русской равнины, участвовал в работах по программе «Лессперигляциал-палеолит Средней и Восточной Европы», организации российско-французского и российско-американского полевых семинаров, принимал участие в создании палеогеографического атласа Европы.

## Основные публикации
- «Палеолит бассейна Днепра и Приазовья» в серии «Свод археологических источников» (совместно с П. И. Борисковским , 1964);
- «Ранний палеолит Северо-Восточного Приазовья и Нижнего Дона» (1965);
- Разделы по раннему палеолит у Русской равнины и Крыма, в обобщающем издании «Палеолит СССР» (1984);
- «Палеолит Костенковско-Боршевского района на Дону. 1879—1979» (1982), (коллективная работа).